# Katia Sycara
Ekaterini Panagiotou Sycara (griechisch Κάτια Συκαρά) (* in Griechenland) ist eine griechische Informatikerin und Professorin auf dem Gebiet der künstlichen Intelligenz. Ihr Spezialgebiet sind autonome Agenten und Multiagentensysteme. Sie leitet das Advanced Agent-Robotics Technology Lab am Robotics Institute, School of Computer Science an der Carnegie Mellon University. Sie ist akademische Beraterin für Doktoranden am Robotics Institute und an der Tepper School of Business.

## Studium
Katia Sycara wuchs in Griechenland auf und erhielt verschiedene Stipendien, darunter ein Fulbright-Stipendium (1965–1969), um sich in den Vereinigten Staaten weiterzubilden. Sie erwarb einen Bachelor in angewandter Mathematik an der Brown University, einen Master in Elektrotechnik an der University of Wisconsin–Milwaukee und einen PhD in Informatik am Georgia Institute of Technology.

## Karriere

### Forschung
Katia Sycara ist ein Pionier auf dem Gebiet des semantischen Webs, des Case-Based Reasoning, der autonomen Agenten und der Multiagentensysteme.
Sie ist Autorin oder Co-Autorin von mehr als 700 Fachartikeln, die sich mit Multiagentensystemen, Software-Agenten, Webdiensten, dem semantischen Web, der Mensch-Computer-Interaktion, der Mensch-Roboter-Interaktion, Verhandlungen, fallbasierten Schlussfolgerungen und der Anwendung dieser Techniken auf das Krisenmanagement, die Terminplanung, die Fertigungsplanung, das Gesundheitsmanagement, die Finanzplanung und den elektronischen Handel befassen. Sie leitete Forschungsprojekte, die von Defense Advanced Research Projects Agency (DARPA), NASA, Office of Naval Research, Air Force Research Laboratory, National Science Foundation und der Industrie finanziert wurden.
Katia Sycaras Team hat die Multiagenten-Infrastruktur RETSINA entwickelt, ein Toolkit, das die Entwicklung heterogener Software-Agenten ermöglicht, die sich in offenen Informationsumgebungen (z. B. im Internet) dynamisch koordinieren können. RETSINA wurde in zahlreichen Anwendungen eingesetzt, darunter die Unterstützung gemeinsamer menschlicher Einsatzteams für die Krisenreaktion, die Schaffung autonomer Agenten für Situationsbewusstsein und Informationsfusion, Finanzportfolioverwaltung, Verhandlungen und Koalitionsbildung für den elektronischen Geschäftsverkehr und die Koordinierung von Robotern für Rettungseinsätze im städtischen Umfeld (Urban Search and Rescue).
Katia Sycara ist einer der Mitwirkenden an der Entwicklung der Web Ontology Language for Web Services (OWL-S), die von der DARPA geförderten Sprache für semantische Webdienste, sowie von Matchmaking- und Brokering-Software für das Auffinden von Agenten, die Integration von Diensten und die semantische Interoperation.

### Wissenschaftliche Redaktion und Beratung
Katia Sycara ist die Chefredakteurin der Zeitschrift Autonomous Agents and Multi-Agent Systems; Chefredakteurin der Springer Series on Agents; und Area Editor of AI and Management Science, der Zeitschrift „Group Decision and Negotiation“. Sie ist Mitglied des Redaktionsausschusses der Wolters-Kluwer-Buchreihe „Multiagent Systems, Artificial Societies and Simulated Organizations“; Mitglied des Editorial Board der Zeitschriften „Agent Oriented Software Engineering“, „Web Intelligence and Agent Technologies“, „Journal of Infonomics“, „Fundamenda Informaticae“ und „Concurrent Engineering: Research and Applications“; und Mitglied des Redaktionsausschusses des „ETAI journal on the Semantic Web“ (1998–2001). Sie war Mitglied des Redaktionsausschusses von „IEEE Intelligent Systems and their Applications“ (1992–1996) und „AI in Engineering“ (1990–1996).
Sie ist Mitglied des wissenschaftlichen Beirats von France Telecom (2003–2009), Mitglied des wissenschaftlichen Beirats des Instituts für Informatik und Telekommunikation des griechischen National Centre of Scientific Research Demokritos (2004–2012), Mitglied des AAAI Executive Council (1996–99), Mitglied des OASIS Technical Committee für die Entwicklung der UDDI-Software (Universal Description, Discovery and Integration), die ein Industriestandard ist, und eingeladene Expertin für den Arbeitskreis des World Wide Web Consortium (W3C) über die Architektur von Webdiensten. Sie war Gründungsmitglied des Board of Directors der International Foundation of Multiagent Systems (IFMAS) und Gründungsmitglied der Semantic Web Science Association.
Katia Sycara war Programmvorsitzende der Zweiten International Semantic Web Conference (ISWC 2003); Vorsitzende der Zweiten International Semantic Web Conference (Agents 98); Vorsitzende des Lenkungsausschusses der Agents Conference (1999–2001); Stipendienvorsitzende der AAAI (1993–1999); und US-amerikanische Co-Vorsitzende der US-Europe Semantic Web Services Initiative.

## Auszeichnungen
Katia Sycara ist Fellow des Institute of Electrical and Electronics Engineers (IEEE) und der American Association for Artificial Intelligence (AAAI).
Katia Sycara wurde 2002 mit dem ACM/SIGART Agents Research Award ausgezeichnet. Außerdem erhielt sie 2015 den Group Decision and Negotiation (GDN) Award des Institute for Operations Research and the Management Sciences (INFORMS) GDN Section für ihre herausragenden Beiträge auf dem Gebiet der Gruppenentscheidungen und -verhandlungen.
Katia Sycaras Roboterteams haben mehrere internationale Preise gewonnen. Beim RoboCup Urban Search and Rescue (US Open), der 2005 in Atlanta stattfand, gewann ihr Team den First-in-Class Award für Autonomie und den First-in-Class Award für Mobilität. Zwei Jahre später leitete sie, ebenfalls in Atlanta, ein weiteres Team, das 2007 Weltmeister im internationalen Wettbewerb der Robocup Search and Rescue Simulation League wurde. Im Jahr 2008 belegte ihr Roboterteam den dritten Platz bei der weltweiten Robocup-Meisterschaft in der Urban Search and Rescue Virtual Robots League in Peking.
Im Jahr 2005 erhielt sie den Outstanding Alumnus Award der University of Wisconsin-Milwaukee. Im Jahr 2004 wurde ihr die Ehrendoktorwürde der Universität der Ägäis verliehen.